# یواس‌اس آندررایتر (۱۸۵۲)

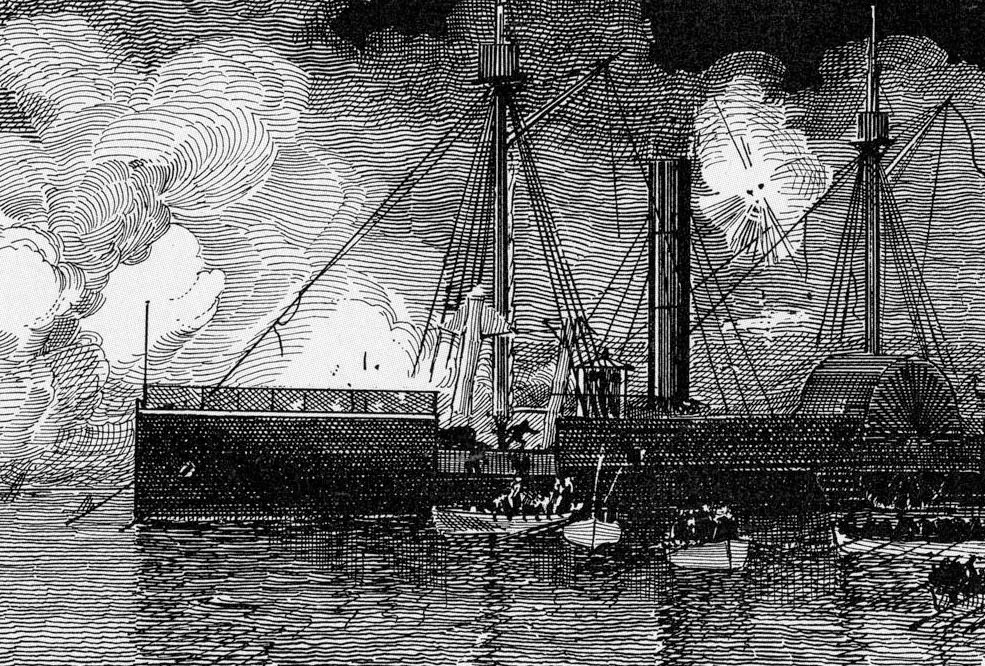
سربازان کنفدراسیون یو‌اس‌اس آندر‌رایتر را پس از آتش زدن رها کردند، 2 فوریه 1864

یواس‌اس آندررایتر (۱۸۵۲) (به انگلیسی: USS Underwriter (1852)) یک کشتی بود که طول آن ۱۷۰ فوت (۵۲ متر) بود. این کشتی در سال ۱۸۵۲ ساخته شد.